# Мотманово пророчанство
Мотманово пророчанство (енгл. The Mothman Prophecies) је филм из 2002. године. 

## Радња
Новинар Вашингтон поста Џон Клајн планира да купи кућу са супругом Мери. Након испитивања једне опције куповине, долази до саобраћајне несреће, након које Мери тврди да је видела несхватљиво и чудно створење. Овај инцидент је постао прекретница у Маријином животу - сада је постала опседнута овим створењем, приказујући га на папиру као анђела злокобног изгледа. Убрзо се испоставља да Мери има тумор на мозгу од којег умире. Један од несумњивих разлога за активацију тумора и његов притисак на мозак, и доктори и сам Џон препознају Мерину опседнутост створењем које је видела.
Након трагичне смрти супруге, Џон још увек не може да се опорави. Он нема лични живот, а све своје време посвећује послу. Убрзо добија службени задатак да интервјуише гувернера Вирџиније. Међутим, на путу до наведеног стања, Џонов ауто се поквари, а сам Џон одлази у најближу кућу да затражи помоћ. У кући сазнаје веома чудне ствари – испоставило се да се налази у Западној Вирџинији на удаљености од 600 километара од Вашингтона, и штавише, у супротном смеру од оног ка коме је кренуо. Ујутро, механичар који је поправио Џонов ауто каже му да се ауто није покварио и да ради како треба.
У граду где је завршио, званом Поинт Плезант, Џон упознаје полицијског наредника Кони Паркер. Од ње он сазнаје за чудно створење које се понекад појављује у њиховом граду. Паркер показује Џону један од цртежа онога који је видео ово створење, на којем Џон препознаје цртеж створења које је видела његова жена. Од тог тренутка и Џон постаје опседнут овим створењем – испитује сведоке, шета около тражећи појаве овог створења и непрестано размишља о томе. И само створење почиње да се појављује све чешће и убрзо почиње да говори.

## Улоге
- Ричард Гир : Џон Клајн
- Лора Лини : Кони Милс
- Вил Патон : Гордон Смолвуд
- Алан Бејтс : Александер Лик
- Дебра Месинг : Мери Клајн
- Дејвид Ајгенберг : Ед Флајшман
- Лусинда Џени : Дениз Смолвуд
- Боб Трејси : Сајрус Билс
- Том Стовијак : Брајан
- Ивон Ериксон : Др Макелрој
- Закари Мот : Оти
- Ен Макдана : Луси Грифин
- Шејн Калахан : Нет Грифин

## Зарада
- Зарада у САД - 35.746.370 $
- Зарада у иностранству - 19.411.169 $
- Зарада у свету - 55.157.539 $